# Duché de Gandia
 (janvier 2023).
Si vous disposez d'ouvrages ou d'articles de référence ou si vous connaissez des sites web de qualité traitant du thème abordé ici, merci de compléter l'article en donnant les références utiles à sa vérifiabilité et en les liant à la section « Notes et références ».
Le duché de Gandia tire son origine de la seigneurie de Gandia créée en 1323 par Jacques II d'Aragon dans le Royaume de Valence, et accordée à Pedro d'Aragon et d'Anjou. Il a été promu au rang de duché royal en 1399 par Martin Ier d'Aragon. Alphonse d'Aragon et de Foix, seigneur de Gandia, titre hérité de son père, devint ainsi duc de Gandia.

## Histoire
Le duc avait aussi les titres suivants: comte de Ribagorce, comte de Denia et baron de Polop, avec Gandia comme capitale du duché. Son fils cadet, Alphonse d'Aragon et d'Eiximenis, continue le travail de son père : favoriser la culture de la canne à sucre et l'industrie, construire le Monastère de Saint-Jérôme de Cotalba et le Palais ducal de Gandia, réparer l'église collégiale de Gandia et continuer à promouvoir la Cour qui abritait de grandes figures littéraires comme Ausiàs March, Joanot Martorell et Joan Roís de Corella. À sa mort sans descendance fut ouvert un procès pour la succession du duché, qui fut résolu par la dévolution de Gandia à Hugo de Cardona et de Gandia. En 1433, il reçut l'Infant Juan, qui le donna à son fils, le Prince Carlos de Viana en 1439. À sa mort en 1461, il revint à la Couronne.
En 1485, le duché est acquis pour son fils Pedro Luis de Borja par Rodrigo de Borgia (futur pape Alexandre VI), qui pour l'obtenir avait réglé une dette que le roi avait contracté en 1470 envers la ville de Valence, Gandia ayant servi de gage.

## Ducs de Gandia

### Maison d'Aragon

Blason d'Alphonse d'Aragon et de Foix.

- Pedro d'Aragon et d'Anjou. Seigneur de Gandia. (1323-1359)

1. Alphonse d'Aragon et de Foix (Seigneur de Gandia 1359-1399) (Duc de Gandia en 1399-1412)
2. Alphonse d'Aragon et d'Eiximenis (1412-1422)
3. Hugo de Cardona et de Gandia (1425-1433)

### Maison de Trastamara
- Jean II d'Aragon (1433-1439)
- Charles d'Aragon (1439-1461)
- Ferdinand II d'Aragon (1461-1483)

### Maison de Borja

Blason de la famille Borgia.

- Pedro Luis de Borja y Cattanei (1458-1491).
- Juan de Borja y Cattanei (1474-1497), demi-frère du précédent.
- Juan de Borja y Enríquez (1495-1543), fils du précédent.
- Francisco de Borja y Aragón (1510-1572), fils du précédent.
- Carlos de Borja y Castro (1530-1592), fils du précédent.
- Francisco de Borja y Centelles (1551-1595), fils du précédent.
- Carlos Francisco de Borja y Fernández (1572-1632), fils du précédent.
- Francisco Diego de Borja y Doria (1596-1664), fils du précédent.
- Francisco Carlos de Borja y Doria (1626-1665), fils du précédent.
- Pascual Francisco de Borja y Ponce de León (1656-1716), fils du précédent.
- Luis Ignacio de Borja y Fernández de Córdoba (1674-1740), fils du précédent.
- María Ana de Borja y Fernández de Córdoba (1676-1748) sœur du précédent.

### Maison Pimentel

Blason de la famille Pimentel.

- Francisco Pimentel y de Borja (1706-1763), neveu de la précédente.
- María Josefa Pimentel y Téllez-Girón (1752-1834), fille du précédent.

### Maison Téllez-Girón

Blason de la famille Téllez-Girón.

- Pedro Téllez-Girón y Beaufort Spontin (1810-1844), petit-fils de la précédente.
- Mariano Téllez-Girón y Beaufort Spontin (1814-1882), frère du précédent.
- Pedro de Alcantara Téllez-Girón y Fernández de Santillán (1812-1900), cousin du précédent.
- María Dolores Téllez-Girón y Dominé (1859-1910), fille du précédent.
- Ángela Téllez-Girón y Duque de Estrada (1925-2015), cousine éloignée de la précédente.

### Maison de Ulloa
- Ángela de Ulloa y Solís-Beaumont, petite-fille de la précédente.